# Damernas florett vid olympiska sommarspelen 1984
Damernas florett-tävling i de olympiska fäktningstävlingarna 1984 i Los Angeles avgjordes den 2-3 augusti.

## Medaljörer
| Event          | Guld             | Silver                 | Brons                  |
| Florett, damer | Luan Jujie (CHN) | Cornelia Hanisch (FRG) | Dorina Vaccaroni (ITA) |

## Resultat
| Placering | Fäktare                  | Land                     |
| --------- | ------------------------ | ------------------------ |
| 1         | Jujie Luan               | Kina                     |
| 2         | Cornelia Hanisch         | Västtyskland             |
| 3         | Dorina Vaccaroni         | Italien                  |
| 4         | Elisabeta Guzganu-Tufan  | Rumänien                 |
| 5         | Véronique Brouquier      | Frankrike                |
| 6         | Laurence Modaine-Cessac  | Frankrike                |
| 7         | Sabine Bischoff          | Västtyskland             |
| 8         | Brigitte Latrille-Gaudin | Frankrike                |
| 9         | Aurora Dan               | Rumänien                 |
| 10        | Linda Ann Martin         | Storbritannien           |
| 11        | Zhu Qingyuan             | Kina                     |
| 12        | Kerstin Palm             | Sverige                  |
| 13        | Li Huahua                | Kina                     |
| 14        | Carola Cicconetti        | Italien                  |
| 15        | Margherita Zalaffi       | Italien                  |
| 16        | Liz Thurley              | Storbritannien           |
| 17        | Nili Drori               | Israel                   |
| 18        | Marcela Moldovan-Zsak    | Rumänien                 |
| 19        | Christiane Weber         | Västtyskland             |
| 20        | Debra Waples             | USA                      |
| 21        | O Seung-Sun              | Sydkorea                 |
| 22        | Fiona McIntosh           | Storbritannien           |
| 23        | Vincent Bradford         | USA                      |
| 24        | Madeleine Philion        | Kanada                   |
| 25        | Jacynthe Poirier         | Kanada                   |
| 26        | Lydia Czuckermann-Hatuel | Israel                   |
| 27        | Azusa Oikawa             | Japan                    |
| 28        | Jana Angelakis           | USA                      |
| 29        | Helen Smith              | Australien               |
| 30        | Mieko Miyahara           | Japan                    |
| 31        | Lourdes Lozano           | Mexiko                   |
| 32        | Andrea Chaplin           | Australien               |
| 33        | María Alicia Sinigaglia  | Argentina                |
| 34        | Gina Faustin             | Haiti                    |
| 35        | Silvana Giancola         | Argentina                |
| 36        | Caroline Mitchell        | Kanada                   |
| 37        | Choi Bok-Ran             | Sydkorea                 |
| 38        | Miyuki Maekawa           | Japan                    |
| 39        | Sheila Viard             | Haiti                    |
| 40        | Alayna Snell             | Amerikanska Jungfruöarna |
| 41        | Sandra Giancola          | Argentina                |
| 42        | Barbra Higgins           | Panama                   |